# Oswaldo Alves
Oswaldo Luiz Alves (São Paulo, 14 de agosto de 1947 – Campinas, 10 de julho de 2021) foi um químico, pesquisador e professor universitário brasileiro.
Comendador e Grande Oficial da Ordem Nacional do Mérito Científico e membro titular da Academia Brasileira de Ciências, Oswaldo era professor titular aposentado da Universidade de Campinas. Detentor de diversas patentes, fundou na universidade o Laboratório de Química do Estado Sólido. Era vice-presidente da Academia Brasileira de Ciências para a região de São Paulo.
Era professor do Instituto de Química da Unicamp, na pós-graduação. Foi um dos primeiros entre os pesquisadores brasileiros a desenvolver atividades na área de nanotecnologia.

## Biografia
Oswaldo nasceu em 1947, em São Paulo. Ficou fascinado pela ciência após frequentar clubes de ciência da escola onde estudou, em Perdizes, fazendo seus primeiros experimentos em química e biologia. Formou-se técnico em química industrial em 1967 e em 1973 concluiu os cursos de bacharelado e licenciatura em química na Universidade de Campinas (Unicamp). Em 1977, defendeu o doutorado em química e em seguida partiu para a França, onde realizou estágio de pós-doutorado no Laboratório de Espectroquímica de Infravermelho e Raman, no Centro Nacional de Pesquisa Científica (LASIR-CNRS).
Sua pesquisa voltava-se para compostos lamelares, sistemas químicos integrados, nanocompósitos, quantum-dots, nanotubos inorgânicos, nanopartículas metálicas, vidros especiais para dispositivos fotônicos, desenvolvimento de nanoecomateriais, além da interação de nanoestruturas com biossistemas.
Era membro da Sociedade Brasileira de Química (SBQ), Sociedade Brasileira de Física (SBF), Sociedade Brasileira para o Progresso da Ciência (SBPC), Associação Brasileira de Cristalografia (ABCr); Associação Brasileira de Cerâmicas (ABCERAM); Associação Brasileira de Tecnologia de Luz Síncroton (ABTLuS) e Sociedade de Pesquisa em Materiais (MRS, na sigla em inglês), dos Estados Unidos. Na SBQ, deu significativas contribuições. Foi presidente (1998-2000), membro do conselho consultivo por três mandatos consecutivos (200-2006) e um dos editores do Journal of the Brazilian Chemical Society.

## Morte
Oswaldo morreu em 10 de julho de 2021, em Campinas, após sofrer um infarto fulminante, aos 73 anos. O velório ocorreu no Cemitério Nossa Senhora da Conceição, em Campinas.